# Gitouki

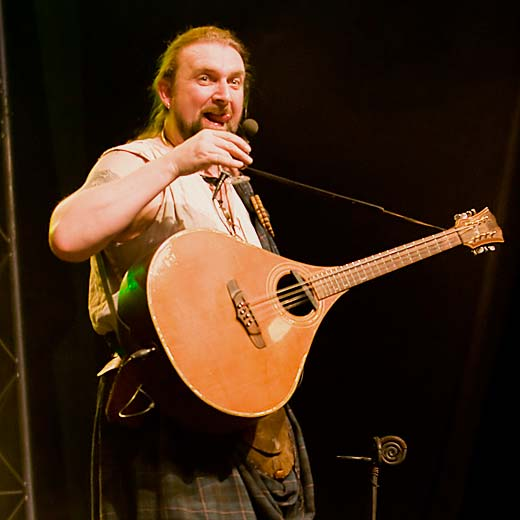
William von Rapalje mit der Eigenbau-Gitouki

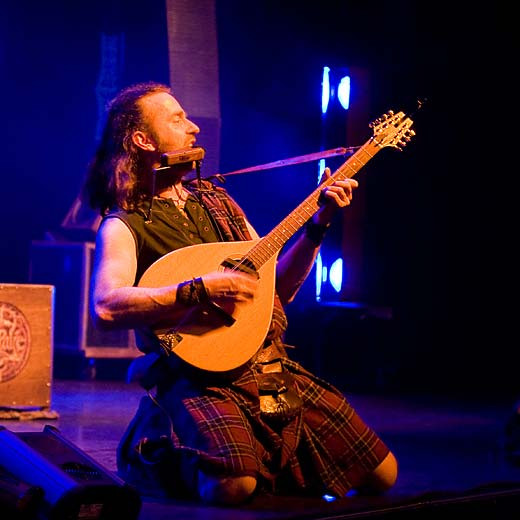
Maceál von Rapalje mit der modifizierten Irish-Bouzouki-Gitouki

Die Gitouki ist ein Langhalslauten-Instrument, das von der niederländischen Irish-Folk-Band Rapalje entworfen und gebaut wurde. Das Instrument ist baulich eine Mischung aus Akustikgitarre und Irish bouzouki. Es gibt weltweit nur drei Exemplare; eines davon wurde vor einigen Jahren gestohlen und ist seitdem verschollen. Die anderen zwei Instrumente werden von Rapalje gespielt. 

## Entstehung
Nachdem eine Akustikgitarre durch eine Säge massiv beschädigt worden war, kam die Band auf die Idee, das defekte Instrument nicht wegzuwerfen, sondern umzubauen. Da der obere Teil des Korpus zerstört war, der untere aber noch einwandfrei, bot es sich an, dem Instrument eine Form ähnlich einer Irischen Bouzouki zu geben. Rapalje baute das Instrument um und verband die Elemente einer Gitarre mit denen einer Irischen Bouzouki. Der Name „Gitouki“ stammt von Bandmitglied Dieb und reflektiert diese Melange der beiden Instrumente. Die zweite Gitouki ist lediglich eine leicht modifizierte Irische Bouzouki.

## Stimmung und Tonumfang
Wie eine Bouzouki hat die Gitouki vier Doppelsaiten, also insgesamt acht. Anders als bei der modernen Stimmung einer Irischen Bouzouki (GG DD aa ee), ist die Gitouki D1D GG hh ee gestimmt. Durch die tiefe D1-Saite lassen sich eine höhere Melodiestimme und ein Basslauf gleichzeitig spielen. Die Eigenbau-Gitouki hat 22 Bünde und damit einen Tonumfang von knapp zwei Oktaven pro Saite. Die modifizierte Irisch-Bouzouki-Gitouki hat 25 Bünde; damit beträgt der Tonumfang etwas mehr als zwei Oktaven pro Saite.